# Мадридська угода про міжнародну реєстрацію знаків
Мадридська угода про міжнародну реєстрацію знаків (англ. Madrid Agreement Concerning the International Registration of Marks) — це міжнародна угода, укладена в Мадриді 14 квітня 1891 року, за якою набула чинності Мадридська система міжнародної реєстрації знаків. Ця угода також відома просто як Мадридська угода.
На вересень 2009 країнами-членами Мадридської угоди є 84 країни.